# The Arsonist
Pour plus de détails, voir Fiche technique et Distribution.
The Arsonist (Kaki bakar) est un film malaisien réalisé par U-Wei Haji Saari, sorti en 2002.
Il est présenté au Festival de Cannes 1995.
C'est l'adaptation de la nouvelle Barn Burning de William Faulkner.

## Fiche technique
- Titre original : Kaki bakar
- Titre français : The Arsonist
- Réalisation : U-Wei Haji Saari
- Scénario : U-Wei Haji Saari d'après la nouvelle de William Faulkner
- Pays d'origine :  Malaisie
- Format : Couleurs - 35 mm - Stéréo
- Genre : drame
- Durée : 70 minutes
- Date de sortie :
  -  France : 1995 (Festival de Cannes 1995)

## Distribution
- Khalid Salleh : Kakang
- Ngasrizal Ngasri : Raden Mas Kesuma
- Azizah Mahzan : la femme de Kakang
- Jamaluddin Kadir : Tuan Kassim
- Tam Suhaimi : Harjo